# Свобода Володимир Олександрович
Свобода Володимир Олександрович (15 вересня 1884 , Житомир — ?) — підполковник Армії УНР.

## Життєпис
Народився у Житомирі. Закінчив військове училище. Станом на січня 1910 року — підпоручик 20-го Туркестанського стрілецького батальйону (Бухарське ханство). Згодом перевівся до артилерії. У 1917 році — командир батареї «А» 2-го окремого важкого дивізіону. Останнє звання у російській армії — підполковник.
В українській армії з 18 вересня 1918 року — помічник командира 5-го легкого гарматного полку Армії Української Держави.
З 18 липня 1919 року до 10 березня 1920 року служив у Північно-Західній добровольчій армії генерала Юденича командиром 1-го запасного артилерійського дивізіону.
У 1920–1922 роках — т. в. о. референта Артилерійської управи Армії УНР.
У 1920—30-х роках — жив на еміграції у Польщі.
Подальша доля невідома.